# Уэлш, Крис
Крис Уэ́лш (англ. Chris Welch; род. 12 ноября 1941 года) — британский музыкальный журналист, критик и автор книг, наиболее известный статьями конца 1960-х годов для журналов Melody Maker, Musicians Only и Kerrang!. Написал более 40 книг о музыке.

## Биография
Уэлш вырос в Кэтфорде на юго-востоке Лондона. В 16 лет он бросил школу и начал работать разносчиком национальной ежедневной газеты на Флит-стрит.
В 1960 году Уэлш начал работать на The Kentish Times. В октябре 1964 года, в возрасте 22 лет, Уэлш стал журналистом издания Melody Maker после того, как поработал написанием статей для местной газеты. Своё первое интервью Уэлш взял у Эрика Клэптона из группы The Yardbirds. Позднее он работал помощником редактора в Musicians Only, редактором в Metal Hammer, а также писал для The Independent и Rhythm magazine. Он написал несколько книг о различных представителях рок-музыки, включая Джимми Хендрикса, Yes, Стива Уинвуда, Black Sabbath, Джона Бонема, Led Zeppelin, Питера Гранта и Cream. Также написал буклеты ко многим рок-альбомам.
17 октября 2012 года Уэлш получил награду от Британской академии композиторов и авторов песен за уникальный вклад в музыку.

## Опубликованные работы
- Adam & The Ants ISBN 0-352-30963-6 (1981)
- Black Sabbath ISBN 0-86276-015-1 (1982)
- Led Zeppelin: The Book ISBN 0-86276-113-1 (1984)
- Paul McCartney: The Definitive Biography ISBN 0-86276-126-3 (1984)
- Power and Glory: Jimmy Page and Robert Plant ISBN 5-551-35290-0 (1985)
- Def Leppard: An Illustrated Biography ISBN 0-86276-263-4 (1986)
- Take You Higher: The Tina Turner Story ISBN 0-491-03951-4 (1986)
- The Tina Turner Experience ISBN 0-86379-138-7 (1987)
- Pink Floyd: Learning to Fly ISBN 1-898141-70-3 (1994)
- Cream: Strange Brew ISBN 1-898141-80-0 (1994)
- The Complete Guide to the Music of Genesis ISBN 0-7119-5428-3 (1995)
- The Who: Teenage Wasteland ISBN 1-898141-18-5 (1995)
- Dazed and Confused: The Story Behind Every Led Zeppelin Song ISBN 1-85868-340-8 (1998)
- Changes: The Story Behind Every David Bowie Song, 1970-1980 ISBN 1-85868-810-8 (1999)
- Cream ISBN 0-87930-624-6 (2000)
- John Bonham: A Thunder of Drums (with Geoff Nicholls) ISBN 0-87930-658-0 (2001)
- Ginger Geezer: The Life of Vivian Stanshall (with Lucian Randall) ISBN 1-84115-679-5 (2002)
- Peter Grant: The Man Who "Led Zeppelin" ISBN 0-7119-9195-2 (2002)
- Close to the Edge – The Story of Yes ISBN 0-7119-9509-5 (2003)
- Genesis: Complete Guide to Their Music ISBN 1-84449-868-9 (2005)
- Led Zeppelin: Experience The Biggest Band Of The 70s ISBN 978-1-78097-000-4 (2014)